# 頭殿山
頭殿山（とうどのさん）は、山形県朝日町と白鷹町の境界にある山である。標高は1,203m。朝日山地の山の一つである。
主な登山道は、西からの朝日鉱泉コースと、東からの黒鴨コース。後者の登山口は白鷹町黒鴨地区の先、頭殿山林道上にある。山頂からは朝日連峰の山々を望むことが出来る。